# シブヤグループ
シブヤグループ（英：Shibuya Group）は、秋田県にかほ市に本社を置く株式会社シブヤホールディングスを持株会社とする企業グループ。

## 概要
中核企業は丸大機工。創業当時は部品加工業を営んだが、のちに多角化を繰り返し、EMS (製造業)・リサイクル業・ホテル業・商業施設の運営など事業を拡大している。機械メーカーの澁谷工業とは無関係。

## 主要なグループ企業
- 丸大機工 - 機械メーカー、シブヤグループの中核企業
- 大東精機 - 半導体製造装置などの超精密加工製造・販売
- 秋田マシナリー - 医療装置・半導体関連装置の精密板金加工
- 秋田フレックス - 精密部品の外観検査と各種製品の組立
- さんねむ温泉 - 温泉旅館の運営
- サンネムホテルイン象潟 - ビジネスホテルの運営
- サンネムホテルイン本荘 - ビジネスホテルの運営
- にかほ陣屋 - 物産センターの運営
- DogWag - ドックランの運営
- イーシーサービス - 産業廃棄物のリサイクル事業